# Drosophila grimshawi
Drosophila grimshawi är en tvåvingeart som beskrevs av Oldenberg 1914. Drosophila grimshawi ingår i släktet Drosophila och familjen daggflugor.

## Etymologi
Arten är namngiven efter entomologen Percy H. Grimshaw.

## Utbredning
Artens utbredningsområde är Hawaii.

## Forskning
Arten finns vid The Hawaiian Drosophila Research Stock Center (HDRSC) och hela dess genom har blivit sekvenserat.